# Франгулян, Георгий Вартанович
Гео́ргий Варта́нович Франгуля́н (арм. Գեորգի Վարդանի Ֆրանգուլյան; род. 29 мая 1945, Тбилиси) — советский и российский скульптор, профессор Международной академии архитектуры.
Академик РАХ (2009; член-корреспондент (2001). Народный художник Российской Федерации (2011). Член Союза художников СССР с 1973 года.

## Биография
Родился 29 мая 1945 года в Тбилиси в районе Сололаки. Место рождения, по словам скульптора, во многом определило его творческий метод и отношение к жизни:

«Я родился и вырос в Грузии, в Тбилиси, среди гор. И мое ощущение пространства было воспитано именно там. Когда видишь, что облака плывут ниже тебя, что орлы летают внизу, и ты следишь за их скольжением на фоне гор, за движением воздушных потоков, поднимающегося тумана, тогда и рождаются ощущения, определяющие твою жизнь».
Имеет армянское происхождение.
Бабушка Франгуляна была пианисткой, в доме приветствовалось всё, связанное с искусством. Атмосфера музыки и творчества создавала определённую ауру, формируя особое отношение к жизни и будущий творческий метод скульптора.
В 1956 году семья Франгуляна переехала в Москву. Здесь будущий скульптор поступил в знаменитую физико-математическую «Вторую школу», известную тем, что помимо мощного математического образования давала ученикам широчайший пласт гуманитарных знаний. В то время там преподавали такие мастера отечественной педагогики, как Феликс Раскольников и Израиль Сивашинский. Учитель литературы Раскольников, рискуя статусом и положением, открывал ученикам запрещённых авторов, в том числе одного из любимых писателей Франгуляна — Исаака Бабеля. Спустя годы, работая над памятником писателю, установленном в Одессе в 2011 году, скульптор признавался, что колорит и сущность бабелевского языка во многом его сформировали: 

«Здесь нет пустых мест, есть невероятная плотность образов и необычный русский язык …пожалуй, Исаак Бабель — скорее скульптор от литературы»
В школе также работал шекспировед и специалист по античности Владимир Рогов. Инициатива Рогова поставить в школьном театре трагедию Софокла «Филоктет» сыграла решающую роль в определении будущей профессии. В подарок режиссёру Франгулян вылепил статуэтку Филоктета. Случайно увидев статуэтку, друг семьи, скульптор Михаил Смирнов дал ей высокую оценку, открыв Франгуляну двери в мир искусства.
В 1964 году поступил на отделение скульптуры Высшего художественно-промышленного училища имени Строганова. В Строгановке Георгий Франгулян воспитывался на пересечении двух школ — Георгия Мотовилова и Александра Матвеева, чьи ученики преподавали пластическое искусство (этюд, лепка фигуры). Однако поступить с первого раза в училище будущему скульптору не удалось. В отличие от ребят, окончивших средние специальные заведения, Франгулян поздно начал заниматься и не был достаточно подготовлен, поэтому пришлось ещё год активно работать, обучаясь ремеслу рисовальщика. Как впоследствии отмечал скульптор, это сыграло существенную роль в осмыслении профессии. Каждый художник должен быть идеальным рисовальщиком, потому что ремесло формирует личный почерк, определяющий художника как индивидуальность. И только впитав в себя все этапы развития мирового искусства, можно стать его частью.
Ещё учась в Строгановке, Франгулян стал постоянным участником отечественных и международных художественных выставок. На протяжении творческого пути скульптор принял участие более чем в 100 выставках.
В 1983 году создал первое в СССР авторское литейное производство. В то время в СССР существовала монополия на цветные металлы, отлить скульптуру из бронзы было возможно только на государственных предприятиях, а возможность попасть туда без специального госзаказа была исключена. Однако в 1982 году, после посещения симпозиума по литью в Венгрии, Франгулян попал под обаяние процесса и во дворе своей мастерской построил собственный литейный цех. Желание творить было сильнее обстоятельств, художник рискнул и первым в СССР стал самостоятельно отливать бронзовые скульптуры, подчиняясь только своим убеждениям и желаниям.
Георгий Франгулян работает в жанре станковой и монументальной скульптуры с различными материалами, в том числе бронзой, мрамором, деревом, керамикой, если нужно, использует воск, стекло, зеркала и даже воду. Особое место в творчестве Франгуляна занимает графика.
Одной из граней графического творчества художника является созданная им оригинальная техника восковых рисунков, отдаленно напоминающая технику энкаустики. В ней работали древние египтяне, создавая знаменитые фаюмские портреты. В своей авторской технике художник использует графит, тушь, акварель и расплавленный воск. Такое сочетание как бы оживляет бумагу, дает возможность создавать на плоскости пластически-подвижные образы.
В 1990-е годы Георгий Франгулян создал новый жанр, который условно можно назвать «скульптурным дизайном» — оригинальные по своему образному воплощению функциональные вещи (серия «Часы», 1993 г., бронза, позолота, серебрение, полудрагоценные камни).
Широкой публике Франгулян известен своими монументальными работами в разных городах России и бывшего СССР, а также в Венгрии, Болгарии, Италии, Бельгии.

## Творчество

### Мастерская
Предмет отдельного интереса представляет собой мастерская художника, расположенная в старинном бревенчатом особняке недалеко от Арбата. Когда-то в соседнем доме работал Илья Репин, а Валентин Серов брал здесь уроки рисования. Помимо пространства мастерской, во дворе расположен литейный цех и галерея скульптурных и живописных произведений. Уникальное, живое пространство, созданное художником, несёт атмосферу прекрасного мгновения жизни, искру эмоции, абсолютной победы над повседневностью.
Во всех произведениях Франгуляна сочетается проникновенный лиризм и трезвый расчёт, тонкая интуиция и высокая профессиональная культура, открытое жизнелюбие и склонность к профессиональному анализу. Фраза скульптора — эпиграф к каталогу выставки, проходившей в Академии художеств — определяет творческое кредо художника: «Можно разрушить храм, но каждая его часть будет нести в себе дух созидания».
В 2021 году Георгий Франгулян открыл собственную некоммерческую галерею. В просторном двухуровневом помещении, расположенном по адресу: Погодинская улица, дом 2, представлено более 150 работ, в том числе графика и живопись, раскрывающие полувековой период деятельности скульптора. Отдельным блоком в галерее экспонируются эскизы и черновые наброски монументальных работ и памятников, установленных в Москве и других городах мира.
Ежемесячно Георгий Франгулян проводит в галерее бесплатные экскурсии для всех желающих.

### Монументальное творчество

#### Основные монументальные работы
- 1977 — «Венок славы», мемориальный комплекс «Бульвар Героев», Новокузнецк (бронза, совместно с М. Б. Смирновым).
- 1986 — фонтан «Кан и Енисей», Зеленогорск (бронза).
- 1990 — «Распятие» для собора Святого Франциска, Равенна, Италия (бронза, освящено Ватиканом).
- 1994 — аллегорические фигуры на здании Российской академии наук, Москва (бронза).
- 1998 — памятник Петру I (Антверпен), Бельгия (бронза).
- 1999 — памятник Александру Пушкину, Брюссель, Бельгия (бронза).
- 2002 — памятник Булату Окуджаве, Москва, Арбат (бронза).
- 2004 — памятник Елизавете Петровне, Балтийск (бронза).
- 2005 — Памятник Валерию Харламову, Московская область, г. Клин, Ледовый дворец имени Валерия Харламова, бронза, гранит.
- 2006 — памятник Араму Хачатуряну, Москва, Брюсов переулок (бронза).
- 2007 — «Ладья Данте», Венеция (бронза)[источник не указан 4194 дня].
- 2011 — памятник Борису Ельцину, Екатеринбург (мрамор).
- 2011 — памятник Иосифу Бродскому, Москва (бронза).
- 2011 — памятник Исааку Бабелю, Одесса, (бронза).
- 2014 — скульптурная композиция «Белый город», Москва (нержавеющая сталь).
- 2015 — памятник Дмитрию Шостаковичу, Москва, возле входа в Дом музыки, Космодамианская набережная (бронза).
- 2015 — памятник Альберту Эйнштейну, Иерусалим (бронза).
- 2017 — монумент «Стена скорби», Москва, пересечение проспекта Академика Сахарова и Садовой-Спасской улицы (бронза, гранит, камень).
- 2018 — памятник Анатолию Тарасову, Москва, Ленинградский проспект.
- 2018 — памятник Михаилу Афанасьевичу Булгакову, Москва, Большая Пироговская улица.
- 2019 — памятник Евгению Примакову, Москва, Смоленская-Сенная площадь.
- 2021 — памятник Каро Алабяну, Москва (бронза).
- 2022 — памятник Самуилу Маршаку, Москва, Лялина площадь (бронза).
- 2023 — памятник Олегу Куваеву, Певек, гора Янрапаакэнай (бронза).
- 2024  — памятник московскому генерал-губернатору великому князю Сергею Александровичу и его супруге преподобномученице Елизавете Федоровне, Москва, между домами по адресам: ул. Большая Ордынка, д. 21, стр. 2 и Климентовский пер., д. 14, бронза

#### Мемориальные доски
- 1988 — Мемориальная доска Виктору Макееву, Здание МАИ, Москва, Волоколамское шоссе, 4 к7, бронза
- 2006 — Мемориальная доска Дмитрию Лихачёву. Москва, редакция журнала «Наше наследие», 1-й Неопалимовский пер., дом 4, бронза.
- 2012 — Мемориальная доска Роберту Рождественскому. Москва, ул Тверская, дом 9, бронза.
- 2013 — Мемориальная доска Сергею Михалкову. Москва, Поварская улица, дом 35, бронза.
- 2013 — Мемориальная доска Варламу Шаламову. Москва, Чистый переулок, дом 8, бронза.
- 2015 — Мемориальная доска академику Герману Тараканову. Москва, здание Российского Государственного Аграрного Университета — МСХА им. К. А. Тимирязева (ул. Тимирязевская, 49), бронза.
- 2018 — Мемориальная доска Сергею Капице. Москва, Ленинский проспект, 13, (бронза).
- 2021 — Мемориальная доска Ирине Антоновой. Москва, главное здание ГМИИ им. А. С. Пушкина (Волхонка, 12), мрамор, бронза.
- 2022 — Мемориальная доска Ирине Антоновой. Москва, Покровский бульвар, 14/5, бронза, 2022 г.
- 2022 — Памятный рельеф В. Ф. Овчинникову. Москва, Лицей «Вторая школа» (ул. Фотиевой, 18), бронза, 2022 г.
- 2024 — Мемориальная доска Георгию Данелии. Москва, Чистопрудный бульвар, 23, бронза, 2024 г.

#### Скульптуры
- 1967 — Бюст Огняна Михайлова (Найдова-Железова), Московская область, 67-й км Киевского шоссе под Наро-Фоминском, бронза.
- 1999 — Георгий Победоносец. Территория завода «РИАТЭКС», Угрешская 33, бронза.
- 2001 — Тумба-Юхансон, Москва, Московский городской гольф-клуб, ул. Довженко, 1, бронза.
- 2007 — Бюст генерал-лейтенанта Валериана Григорьевича Мадатова, Болгария, город Шумен, бронза.
- 2011 — Памятник Дмитрию Лихачёву, Москва, Атриум Библиотеки иностранной литературы им. М. И. Рудомино — ул. Николоямская, д. 1, бронза.
- 2012 — Кубы — скульптурная композиция на фасаде здания банка «Центрокредит», Москва, ул. 1812 года.
- 2013 — Бюст Чингиза Айтматова, Москва, Атриум Библиотеки иностранной литературы им. М. И. Рудомино — ул. Николоямская, д. 1, бронза.
- 2013 — Бюст Егора Гайдара, Москва, Атриум Библиотеки иностранной литературы им. М. И. Рудомино — ул. Николоямская, д.1, бронза.
- 2018 — Памятник Михаилу Булгакову. Москва, на Большой Пироговской улице.

#### Надгробия
На Новодевичьем кладбище:
- 1965 — скульптору Георгию Мотовилову.
- 1983 — генералу Б. Гордовикову, бронза.
- 1999 — пианисту Святославу Рихтеру, гранит.
- 1999 — Александру, Любови и Нине Зархи, гранит.
- 2002 — академику Борису Раушенбаху.
- 2008 — первому Президенту России Борису Ельцину, белый мрамор, голубая византийская мозаика, красный порфир.
- 2014 — музыканту Дмитрию Шебалину.
- 2021 — кинорежиссёру Георгию Данелии, мрамор, диабаз.

На Ваганьковском кладбище:
- 2001 — поэту Булату Окуджаве, гранит.
- 2003 — Кристине Курбатовой, Арсению Куриленко.
- 2009 — музыканту Валентину Берлинскому.
- 2010 — Раисе Беджамовой.
- 2012 — пианисту Владимиру Крайневу.

На Востряковском кладбище:
- 2008 — Эрнесту Куснировичу, бронза, мрамор.
- 2012 — актёру Яну Арлазорову.

На Троекуровском кладбище:
- 2009 — А. Юмашевой.
- 2009 — скульптору Лазарю Гадаеву.
- 2011 — актёру Евгению Веснику, мрамор.
- 2019 — Владимиру Садовому, гранит, бронза.

На Армянском кладбище:
- 1995 — семье Франгулянов.
- 2000 — Рудольфу Оганову.
- 2000 — Киму Хачатуряну, гранит.
- 2016 — Татевосу Суринову, бронза.

На Донском кладбище:
- 2012 — Леониду Мильграму и Мирелле Пасторэ, бронза.

- Ладья Данте в Венеции
- Ладья Данте (фрагмент)
- Памятник Исааку Бабелю в Одессе
- Памятник Александру Пушкину в Брюсселе

### Станковое творчество
Одна из главенствующих тем в станковом творчестве художника — тема обнажённой натуры. Это одиночные или парные композиции преимущественно в бронзе, реже в камне, дереве и керамике, детализированные или наоборот, неизменно экспрессивные по выраженному в них движению.
Основные станковые работы:
- Серия фигурок «Чертики», керамика, 1965 г.
- «Античный цикл», 1980 г. (Государственная Третьяковская галерея)
- Натюрморты с включением конных статуй, 2001 г. (собрание автора)

## Авторские знаки и премии
- Знак музыкального фестиваля «Crescendo»
- Премия «Выбор» правозащитного движения «Сопротивление»
- Премия имени раввина Иммануэля Якобовица Конференции Европейских Раввинов (CER)[14] — Тора из литого серебра
- Поэтическая премия Московский счёт — бронзовая «Арка»
- Премия журнала Огонёк — «Лучший вратарь года»
- Серия подарков для членов правительства и глав государств
- Медаль Данте биеннале мелкой пластики на тему Божественной комедии Данте в Равенне
- Медаль международного конкурса Сергея Михалкова «Сегодня — дети, завтра — народ»
- Премия им. А. Г. Лысенко «Просветитель. Созидатель. Творец» — скульптура «Динозавр телевидения»

Работы скульптора находятся в Государственной Третьяковской галерее, Государственном музее изобразительных искусств имени А. С. Пушкина, в Государственном Русском музее, в музеях Сочи, Томска, Тбилиси, Тамбова, Бердянска, Калининграда, а также за рубежом — в Австрии, Венгрии, Болгарии, Италии и др. В частных собраниях России, Италии, Германии, США, Франции, Швеции, Испании, Венгрии, Чехии, Болгарии, Австралии, Англии, Японии.
В фойе Государственного института русского языка им. А. С. Пушкина установлен памятник А. С. Пушкину работы скульптора (1983).

## Основные выставки
- 1967 — Первое участие в художественной выставке в Москве
- 1984 — участие в Молодёжном соборе в Париже (Франция)
- 1986 — «Московские скульпторы» в Национальной галерее Болгарии
- 1990 — «В саду Миллеса», Стокгольм (Швеция)
- 1990 — «50 anos de arte sovietico», Барселона (Испания)
- 1991 — выставка под эгидой Юнеско в Спаццио-центре, (Флоренция, Италия)
- 1992 — «Сказка о хлебе и слезах», Любляна (Югославия)
- 1993 — Персональная выставка «Скульптура Франгуляна» Российская академия художеств, Москва
- 1993 — Персональная выставка «Rome» Палаццо Альбертони, Рим (Италия)
- 1994 — «Жизнь. Любовь. Смерть», Бордигера (Италия)
- 1994 — Персональная выставка в г. Кольмар (Франция).
- 1994 — «Белая скульптура и рисунок». Персональная выставка Галерея «Московская палитра», Москва
- 1998 — Персональная выставка в галерее Катрин Альтин, Антверпен (Бельгия)
- 1999 — Персональная выставка на Гран плац, Брюссель (Бельгия)
- 2001 — «Иисус Христос» Государственный Русский музей, Санкт-Петербург
- 2002 — Персональная выставка в редакции журнала «Наше наследие», Москва
- 2002 — Выставка, посвященная А. С. Пушкину, Государственный музей А. С. Пушкина, Москва
- 2006 — Персональная выставка «Георгий Франгулян. Пространство скульптуры» ГМИИ имени А. С. Пушкина, Москва
- 2019 — Персональная выставка «Георгий Франгулян. Твердая линия», Музей современного искусства Эрарта, Санкт-Петербург[15]

## Награды
- 1979 — Серебряная медаль им. Грекова за Мемориальный комплекс в Новокузнецке
- 1982 — «Гран-при» Международного конкурса малой пластики (Ньиредьхаза, Венгрия)
- 1986 — Орден «Знак Почёта»
- 1987 — «Гран-При» Международного конкурса скульптуры (Познань, Польша)
- 1988 — Приз жюри Международного конкурса скульптуры Центра «Дантеско» (Равенна, Италия)
- 1990 — Золотая, серебряная и бронзовая медали центра «Дантеско» (Равенна, Италия)
- 1996 — Серебряная медаль Российской академии художеств
- 1998 — Золотая медаль Российской академии художеств
- 1999 — Диплом Российской академии художеств
- 1999 — Золотая пушкинская медаль Союза художников Российской федерации
- 1999 — Медаль муниципалитета Антверпена, Бельгия
- 2004 — Заслуженный художник Российской Федерации (20 мая 2004 года) — за заслуги в области искусства[16]
- 2011 — Высший орден Российской Академии художеств Золотой крест
- 2011 — Премия «Человек года» в номинации «Культурное событие года» (Федерация Еврейских общин России) — за открытие памятников поэту Иосифу Бродскому в Москве и писателю Исааку Бабелю в Одессе[17]
- 2011 — Народный художник Российской Федерации (19 мая 2011 года) — за большие заслуги в области изобразительного искусства[18]
- 2015 — Медаль Российской Академии художеств «За заслуги перед Академией»
- 2015 — Золотая медаль Союза художников России «За выдающийся вклад в изобразительное искусство России»
- 2015 — Орден «Серебряный крест» Общероссийской общественной организации «Союз армян России»
- 2013 — Медаль Мовсеса Хоренаци (16 сентября 2013 года, Армения) — по случаю 22-й годовщины провозглашения независимости Республики Армения, за многолетнюю преданность делу и плодотворную деятельность[19][20]
- 2017 — Юбилейная медаль в память 100-летия геноцида армян
- 2019 — Орден Дружбы (29 апреля 2019 года) — за большой вклад в развитие отечественной культуры и искусства, многолетнюю плодотворную деятельность[21]
- 2024 — Знак отличия «За безупречную службу городу Москве» (50 лет)